# Sixteen Tons of Hardware
Sixteen Tons of Hardware av synthpopgruppen Bodies Without Organs släpptes 2004  som tredje singel från albumet Prototype , och placerade sig på singellistorna som bäst på åttonde plats i Finland och på elfte plats i Sverige.
Melodin testades på Svensktoppen den 13 februari 2005 , men tog sig inte in på listan. 
Musikvideon regisserades av Fredrik Boklund och innehöll gästskådespeleri av bland andra Jean-Pierre Barda.

## Listplaceringar
| Lista (2005-2006) | Position |
| ----------------- | -------- |
| Finland           | 8        |
| Sverige           | 11       |

### Fotnoter
1. ↑  ”Svensk mediedatabas”. http://smdb.kb.se/catalog/id/001434393. Läst 26 maj 2011.
2. ↑  ”Svensk mediedatabas”. http://smdb.kb.se/catalog/id/001434667. Läst 26 maj 2011.
3. ↑  ”Svensktoppen”. 3 februari 2005. http://sverigesradio.se/sida/topplista.aspx?programid=2023&date=2005-02-13. Läst 26 maj 2011.
4. ↑  ”Svensktoppen”. 20 februari 2005. http://sverigesradio.se/sida/topplista.aspx?programid=2023&date=2005-02-20. Läst 26 maj 2011.
5. ↑  Placeringar på den finländska singellistan
6. ↑  Placeringar på den svenska singellistan